# Kamaiurá
El kamaiurá és una llengua que pertany a la família de llengües tupí-guaraní, i és parlada pel poble kamaiurá del Brasil, que tenia uns 600 individus el 2014. S'especula que a mesura que els pobles indígenes que parlaven les llengües tupí es barrejaven amb altres pobles indígenes, les llengües van canviar gradualment en conseqüència. Aquesta especulació és coherent amb la investigació feta per lingüistes que estudien idiomes en diferents regions per tal de trobar similituds i diferències entre llengües. Els kamayurá viuen a la regió de Mato Grosso al Brasil, concretament a la zona de l'Alt Xingu.
Els kamaiurá no tenen escoles específiques i tenen problemes per ensenyar l’idioma, però hi ha un parell de joves, des de l’any 2000, que han participat al Curs de Formació del Professorat. El Curs de Formació del Professorat s'esforça per mantenir viva una llengua indígena i també educar les persones en l’idioma nacional actual del Brasil, en aquest cas el portuguès.
Actualment, hi ha moltes obres transcrites de la llengua kamaiurá, així com molts conceptes gramaticals. A Lucy Seki, se li atribueix la finalització d'un llibre que detalla la gramàtica de la llengua Kamayurá. Al seu llibre Gramatica do Kamaiura, Lucy detalla les estructures morfològiques i els diversos trets fonològics de la llengua Kamayurá, Tanmateix, l'obra de Lucy no s'atura aquí, també és responsable d'haver documentat moltes obres que d'altra banda eren indocumentades, cosa que permet preservar el Kamaiurá com a llengua i com a cultura. A través del seu treball amb el Kamaiurá també ha obtingut la condició de membre honorari de la Linguistic Society of America. En una entrevista feta per "Nova Raiz" al setembre del 2011, sembla que Lucy Seki s'ha retirat, però continua parlant positivament del seu treball amb els kamayurá.

## Fonologia

### Vocals
|         | Anterior | Central | Central | Posterior |
| ------- | -------- | ------- | ------- | --------- |
| Alta    | i        | ɨ       | ɨ       | u         |
| Mitjana | e        | e       | o       | o         |
| Baixa   | a        | a       | a       | a         |

Fonemes vocàlics
|               |            | Frontal | No frontal | No frontal |
| No arrodonida | Arrodonida | Frontal |            |            |
| ------------- | ---------- | ------- | ---------- | ---------- |
| Alta          | Oral       | i       | i          | u          |
| Alta          | Nasal      | ĩ       | ĩ          | ũ          |
| Baixa         | Oral       | e       | a          | o          |
| Baixa         | Nasal      | ẽ       | ã          | õ          |

### Consonant
|              | Bilabial | Alveolar | Palatal | Velar     | Velar        | Glotal    | Glotal |
| No arrodonit | Bilabial | Alveolar | Palatal | Arrodonit | No arrodonit | Arrodonit |        |
| ------------ | -------- | -------- | ------- | --------- | ------------ | --------- | ------ |
| Oclusiva     | p        | t        |         | k         | kʷ           | ʔ         |        |
| Africada     |          | ts       |         |           |              |           |        |
| Nasal        | m        | n        |         | ŋ         |              |           |        |
| Aproximant   |          |          | j       |           | w            | h         | hʷ     |
| Bategant     |          | ɾ        |         |           |              |           |        |

Les "aproximants glotals" /h/ i /hʷ/ assumeixen la qualitat de la vocal següent.
Fonemes consonàntics
|              |                | Bilabial | Dental | Alveolar | Palatal | Velar | Glotal |
| ------------ | -------------- | -------- | ------ | -------- | ------- | ----- | ------ |
| No Sonorants | Oclusives      | p        | t      |          |         | k kʷ  | ?      |
| No Sonorants | Africades      |          |        | ts       |         |       |        |
| No Sonorants | Fricatives     |          |        |          |         |       | h hʷ   |
| Sonorants    | Nasals         | m        | n      |          |         | ŋ     |        |
| Sonorants    | Vibrants       |          |        | r        |         |       |        |
| Sonorants    | Semiconsonants | w        |        |          | j       |       |        |

## Morfologia
El kamaiurá és un dels pocs idiomes del món amb dos mecanismes de causalitat que difereixen en la participació que té el causant en l'acció. El prefix mo- indica que el causant no va participar en l'activitat ("es va aturar a la canoa quan estava fora d'ella"), mentre que el prefix (e) ro- expressa que estava implicat ("es va aturar a la canoa quan va estava dins seu "). Això és comú en general en les llengües de l'estoc tupià, i s'ha afirmat que ambdós causants existeixen al prototupià.